# NGC 6233
NGC 6233 est une vaste et lointaine galaxie lenticulaire située dans la constellation d'Hercule. Sa vitesse par rapport au fond diffus cosmologique est de 10 825 ± 3 km/s, ce qui correspond à une distance de Hubble de 159,7 ± 11,2 Mpc (∼521 millions d'al). NGC 6233 a été découverte par l'astronome français Édouard Stephan en 1880.
À ce jour, une mesure non basée sur le décalage vers le rouge (redshift) donne une distance d'environ 157,000 Mpc (∼512 millions d'al). Cette valeur est comprise à l'intérieur des valeurs de la distance de Hubble.